# You (canción de Radiohead)
«You» es una canción de la banda británica de rock alternativo Radiohead. 
Figura como la primera pista de su primer álbum, Pablo Honey de 1993.

## Antecedentes
Una primer demo de la canción salió en su cinta Manic Hedgehog, cuando la banda todavía se llamaba “On a Friday”. Posteriormente se grabó una versión en Courtyard Studio en Oxford, Inglaterra, junto con el resto de sus canciones de Manic Hedgehog Drill (EP). La versión final, que aparece en el álbum Pablo Honey,  es otra grabación de la canción con una letra ligeramente distinta.

## Personal
- Thom Yorke - Voz, guitarra
- Jonny Greenwood - Guitarra
- Ed O'Brien - Guitarra
- Colin Greenwood - Bajo
- Phil Selway - Batería